# Котопахі
Котопахі (ісп. Cotopaxi) — активний вулкан в Еквадорських Андах висотою 5897 м над рівнем моря, розташований за 75 км на південь від Кіто. За даними Global Volcanism Program станом на 2016 рік має висоту — 5911 м.

## Загальні відомості
Це друга за висотою вершина країни, що має форму майже ідеально симетричного конуса, висотою близько 3 800 м від основи. На горі міститься один із небагатьох льодовиків в екваторіальній зоні, що починається з висоти близько 5 000 м. Гору добре видно з міста Кіто та є частиною ланцюжка вулканів, що простягається уздовж краю Тихоокеанської плити, відомого як Тихоокеанське вогняне коло.
У світі досі точаться суперечки, чи є Котопахі найвищим серед активних вулканів світу. Значно південніше, аж у Чилі, існують два значно вищі. Перший із них розташований на сході пустелі Атакама, має назву Льюльяйльяко і сягає заввишки 6739 м. Ще один — Охос-дель-Саладо — є навіть вищим від Льюльяйльяко (6891 м) і здіймається трохи південніше, на самісінькому кордоні між Аргентиною та Чилі. Втім, останнє виверження Льюльяйльяко зафіксовано ще 1877 року. Про активність Охос-дель-Саладо взагалі практично нічого не відомо. Востаннє виверження відбулося близько 13 століть тому. Кількість вивержень вулкану Котопахі за останні 300 років сягає близько 50. Останнє велике виверження відбулося 1904 року. Найпізнішу незначну активність зареєстровано зовсім недавно, 1975-го.
15 серпня 2015 року на вулкані розпочалося нове виверження.

## У мистецтві
Американський художник Фредерік Едвін Черч у 1855 та 1862 роках написав дві картини, на яких зобразив вулкан Котопахі.

## Мапа вулканів Еквадору
| Санґай Тунґурауа Кілотоа Каямбе Котопахі Ільїнса Антісана Пічинча Ревентадор Чимборасо Алтар Котакачі Каріуайрасо Сінколагуа К Кіто Гуаякіль Куенкаclass=notpageimage\| Котопахі на мапі вулканів Еквадору |